# Cantón de Saint-Palais
El cantón de Saint-Palais era una división administrativa francesa, situada en el departamento de los Pirineos Atlánticos y la región Aquitania.

## Composición
El cantón de Saint-Palais estaba formado por 27 comunas:
| - Aïcirits-Camou-Suhast - Amendeuix-Oneix - Amorots-Succos - Arbérats-Sillègue - Arbouet-Sussaute - Aroue-Ithorots-Olhaïby - Arraute-Charritte - Béguios - Béhasque-Lapiste - Beyrie-sur-Joyeuse - Domezain-Berraute - Etcharry - Gabat - Garris | - Gestas - Ilharre - Labets-Biscay - Larribar-Sorhapuru - Lohitzun-Oyhercq - Luxe-Sumberraute - Masparraute - Orègue - Orsanco - Osserain-Rivareyte - Pagolle - Saint-Palais - Uhart-Mixe. |

## Supresión del cantón de Saint-Palais
En aplicación del Decreto n.º 2014-248 de 25 de febrero de 2014 el cantón de Saint-Palais fue suprimido el 22 de marzo de 2015 y sus veintisiete comunas pasaron a formar parte, veintiséis del nuevo cantón de País de Bidache, Amikuze y Ostibarre y uno del nuevo cantón de Corazón de Bearne.